# NGC 3774
NGC 3774 (również PGC 36058) – galaktyka spiralna z poprzeczką (SBb), znajdująca się w gwiazdozbiorze Pucharu. Odkrył ją Francis Leavenworth 24 stycznia 1887 roku.